# شعار نبالة أمستردام
شعار نبالة أمستردام هو الرمز الرسمي لمدينة أمستردام. يتكون من درع أحمر ووتد أسود مع ثلاثة صلبان القديس أندرو فضية، وتاج النمسا الإمبراطوري، أسدان ذهبيان، وكلمات شعار أمستردام الوطني. وعناصر النبالة الأساسية يمكن أن نتعقب آثارها في تاريخ أمستردام. الصلبان والتاج يمكن العثور عليها في مواقع مختلفة في المدينة.

## عناصر الشعار

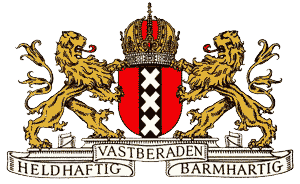
شعار نبالة أمستردام

### الشعار
أثناء 1941 إضراب فبراير في أمستردام احتج غير اليهوديون لأول مرة في أوروبا ضد اضطهاد اليهود على يد ألمانيا النازية. أرادت الملكة فيلهلمينا ملكة هولندا تذكر دور مواطني أمستردام أثناء الحرب العالمية الثانية وابتكرت شعاراً يتكون من كلمات باللغة الهولندية "Heldhaftig, Vastberaden, Barmhartig"، وتعني «شجاع، ثابت، رحيم». وفي 29 مارس، 1947 قدمت فيلهلمينا الشعار لحكومة المدينة كجزء من شعار نبالة أمستردام.